# Mizio Curcio
Mizio Curcio (Napoli, 2 ottobre 1980) è uno sceneggiatore italiano.

## Biografia
Si è laureato in Economia e Commercio presso l'Università Federico II di Napoli. Dopo aver lavorato come co-autore alla Talpa e la Fattoria nel 2002 è entrato nel gruppo Mediaset come editor e sceneggiatore nella Taodue Film di Pietro Valsecchi firmando importanti successi come Rosy Abate, Maria Corleone, Il tredicesimo apostolo.

## Cinema e Televisione

### Supervisore di sceneggiatura
- Ultimo 4 - L'occhio del falco, regia di Michele Soavi (2013)
- Un cane per due, regia di Giulio Base (2010)
- Il tredicesimo apostolo, regia di Alexis Sweet (2014-2016)
- Il bosco, regia di Eros Puglielli (2015)
- Squadra mobile, regia di Alexis Sweet (2015-2017)
- Solo, regia di Michele Alaique e Stefano Mordini (2016)
- Squadra Antimafia - Palermo oggi 4-5, regia di Beniamino Catena (2012-2013
- Rosy Abate - La serie, regia di Beniamino Catena e Giacomo Martelli (2017-2018)
- Maria Corleone, regia di Mauro Mancini (2023)

### Sceneggiatore
- Squadra antimafia, stagioni 3-7 (2010-2016)
- Un cane per due, regia di Giulio Base (2010)
- Ultimo - L'occhio del falco, regia di Michele Soavi (2013)
- Il tredicesimo apostolo, regia di Alexis Sweet (2014-2016)
- Il bosco, regia di Eros Puglielli (2015)
- Solo, regia di Michele Alhaique (2016-2018)
- Squadra Mobile, regia di Alexis Sweet (2015-2017)
- Rosy Abate - La serie, regia di Beniamino Catena e Giacomo Martelli (2017-2019)
- Il Patriarca, regia di Claudio Amendola (2023-2024) [1]
- Maria Corleone, regia di Mauro Mancini (2023)

### Cinema
- I 2 soliti idioti, regia di Enrico Lando (2012)